# Kotophora botelensis
Kotophora botelensis is een halfvleugelig insect uit de familie Aphrophoridae. De wetenschappelijke naam van deze soort is voor het eerst geldig gepubliceerd in 1938 door Matsumura.